# Шербет
Шербетът (на персийски: شربت) е иранска напитка, популярна също в Турция, Южна Азия, Кавказ и на Балканите. Приготвя се от плодове или венчелистчета. Това е сладък безалкохолен концентриран сироп и обикновено се сервира охладен. Може да се сервира в концентрирана форма и да се яде с лъжица или да се разрежда с вода, за да се създаде напитката.
Популярните шербети се правят от едно или повече от следните: семена от босилек, розова вода, пресни венчелистчета от роза, сандалово дърво, aegle marmelos, хибискус, лимон, портокал, манго, ананас, grewia asiatica и семена от чиа.
Шербетът е често срещан в домовете на Иран, Турция, Босна, арабския свят, Афганистан, Пакистан, Шри Ланка, Бангладеш и Индия и се консумира популярно от мюсюлманите, когато прекъсват ежедневния си пост през Рамадана.

## Варианти
- Шербет от тамаринд и сливи
- Шербет от Aegle marmelos
- Кюнефе, приготвен от кадаиф, напоен с шербет, сервиран със сладолед с мастикс